# Jan Hrecki
Jan Hrecki (ur. 31 sierpnia 1898, zm. 1937 w ZSRR) – białoruski działacz polityczny w II RP, poseł na Sejm II kadencji (1928–1930). 

## Życiorys
W czasie I wojny światowej, a później do 1920, pracował w hotelu w Rostowie. W 1928 uzyskał mandat posła na Sejm II kadencji z listy Białoruskiego Związku Robotniczo-Chłopskiego (okręg Brześć). 
W latach 1931–1932 więziony na terenie RP za działalność komunistyczną, wyjechał do ZSRR. W 1937 sądzony i stracony na skutek fałszywych oskarżeń. 